# Ilyanthus scoticus
Ilyanthus scoticus is een zeeanemonensoort uit de familie Haloclavidae. De anemoon komt uit het geslacht Ilyanthus. Ilyanthus scoticus werd in 1840 voor het eerst wetenschappelijk beschreven door Forbes. 